# Orsima
Genre
Orsima est un genre d'araignées aranéomorphes de la famille des Salticidae.

## Distribution
Les espèces de ce genre se rencontrent en Asie du Sud-Est, en Afrique de l'Ouest et en Afrique centrale.

## Liste des espèces
Selon World Spider Catalog (version 18.0, 29/04/2017) :
- Orsima constricta Simon, 1901
- Orsima ichneumon (Simon, 1901)
- Orsima thaleri Prószyński & Deeleman-Reinhold, 2012

## Publication originale
- Simon, 1901 : Histoire naturelle des araignées. Paris, vol. 2, p. 381-668 (intégral).